# Karen Torrez
Karen Milenka Torrez Guzmán (Cochabamba, Bolivia; 29 de julio de 1992) es una nadadora boliviana. Participó en los Juegos Olímpicos de Londres 2012 en la prueba de 100 metros libre femenino, y en los Juegos de Río 2016 y Tokio 2020  en la prueba de 50 metros libre femenino. Fue la abanderada de su país para las ediciones 2012 y 2020. 

En 2014 la nadadora cochabambina partió rumbo a España gracias a una beca deportiva otorgada por Solidaridad Olímpica, lo que la permitió mejorar su nivel y conseguir la marca mínima (B) que le dio la clasificación para Río 2016, algo inédito en la natación boliviana.

Karen Torrez participó en 5 ciclos olímpicos, siendo el último ciclo camino a Tokio 2020 el más destacado, logrando 2 medallas en los Juegos Bolivarianos de Santa Marta 2017, medalla de plata en la prueba de 100 metros libre, y oro en la prueba de 50 metros libre, con record bolivariano incluido. El año 2018 en los Juegos Suramericanos realizados en Cochabamba - Bolivia, Karen obtuvo 3 medallas de plata, en las pruebas de 50 y 100 metros libre y 100 metros mariposa. En los Juegos Panamericanos de Lima 2019, Karen consiguió clasificar a 2 finales "A", algo histórico para la natación boliviana, y obtuvo el 6to lugar en los 50 metros libre.

A la fecha, Karen Torrez es la nadadora con más records nacionales vigentes, con 11 records absolutos en piscina corta, y 9 records absolutos en piscina larga.